# Pipiles
Os pipiles são um povo indígena que habita El Salvador ocidental. A sua língua é um dialecto do náuatle chamado nahuat, nawat ou pipil. A tradição oral pipil diz-nos que migraram desde o México Central. No entanto, de um modo geral, a sua mitologia parece mais próxima da mitologia maia. 